# Sika od Križa
Sika od Križa je hrid u Jadranskom moru, na hrvatskom dijelu Jadrana. Nalazi se uz sjevernu obalu otoka Male Palagruže, oko 20 metara od njegove obale. Hrid se iz mora se uzdiže 6 m.